# Twin Roses
Twin Roses è un cortometraggio muto del 1911 diretto da Lewin Fitzhamon. Scritto e interpretato da Hay Plumb, ha come interprete femminile Gladys Sylvani, una star del teatro britannico che lavorò per la Hepworth.

## Trama
Una guerra delle rose tra vicini di casa sconvolge la storia d'amore di due giovani.

## Produzione
Il film fu prodotto dalla Hepworth.

## Distribuzione
Distribuito dalla Hepworth, il film - un cortometraggio di 179,8 metri - uscì nelle sale cinematografiche britanniche nel luglio 1911.
Si conoscono pochi dati del film che, prodotto dalla Hepworth, fu distrutto nel 1924 dallo stesso produttore, Cecil M. Hepworth. Fallito, in gravissime difficoltà finanziarie, il produttore pensò in questo modo di poter almeno recuperare il nitrato d'argento della pellicola.